# Immunobridging
Beim Immunobridging werden vergleichbare Immunantworten zwischen einem Impfstoffkandidaten und einem zugelassenen Impfstoff nachgewiesen.
Die mit einem Impfstoff beobachtete typspezifische Wirksamkeit kann mit einem alternativen Zeitplan (z. B. Verringerung der Anzahl der Dosen oder Verzögerung der Verabreichung der Enddosis) oder einer Population (z. B. Kinder vor der Pubertät, bei denen die Wirksamkeit nicht erreicht werden kann) überbrückt und damit bewertet werden. Denkbar ist auch eine erweiterte Version desselben Impfstoffs.
Die mit einem bestimmten zugelassenen Impfstoff beobachtete Wirksamkeit kann mit einem Impfstoffkandidaten mit ähnlichen Eigenschaften verglichen werden. Dabei ist von entscheidender Bedeutung, dass Immunobridging-Ansätze zur Beurteilung der potenziellen Wirksamkeit des Impfstoffs auf geeigneten Vergleichsimpfstoffen basieren. Grundsätzlich sollte der Vergleichsimpfstoff auf der Grundlage histologischer oder zumindest virologischer primärer Endpunkte zugelassen worden sein. Ein erfolgreicher Nachweis der Nichtunterlegenheit in jeder Alters- und Geschlechtsuntergruppe, die für die für den Kontrollimpfstoff zugelassenen Indikationen relevant ist, könnte dieselben Indikationen für den Impfstoffkandidaten unterstützen. Wenn der Rückschluss auf die Wirksamkeit des Impfstoffs jedoch nur auf Immunobridging-Daten beruht, muss entschieden werden, ob die Indikationen des Impfstoffkandidaten im Vergleich zu zugelassenen Vergleichsimpfstoffen einzuschränken sind.

## Kontroverse
In einigen Ländern ist es schwierig, herkömmliche, placebokontrollierte Wirksamkeitsstudien durchzuführen, da nur wenige Probanden verfügbar oder zur Studienteilnahme bereit sind. Immunbridgingstudien als akzeptabler Ansatz für die Zulassung von COVID-19-Impfstoffen wurde durch die International Coalition of Medicines Regulatory Authorities (ICMRA) diskutiert. Als Ergebnis des am 24. Juni 2021 einberufenen Workshops wurde Immunbridging unter anderem von Großbritannien, Australien, Kanada, Singapur und der Schweiz akzeptiert. Die US-Zulassungsbehörde FDA hat auch den Pfizer-BioNTech-Impfstoff für Kinder im Alter von 5 bis 11 Jahren allein auf der Grundlage der Immunbridingstudie zugelassen.